# Биосфера
Биосферата е съвкупност от части на земната обвивка – атмосфера, хидросфера, литосфера и педосфера, в които има живи организми, която се намира под тяхно въздействие и в която се отлагат продуктите от жизнената им дейност.
Терминът биосфера е предложен от австрийския учен Едуард Зюс през 1875 г. През 1926 г. съветският академик Владимир Вернадски създава учението за биосферата, като сфера, където съвкупната дейност на живите организми и човека се появява като много важен фактор с планетарно значение.
Биосферата може да се разглежда като огромна екосистема. Отличава се с пълната си независимост по отношение на материята, тъй като в нея се извършва изцяло биогенният кръговрат на веществата. Биосферата е най-интензивно развита на границата между отделните земни обвивки. Такива гранични зони са почвата и повърхностните слоеве на водата.

## Структура
Структурни части на биосферата са екосистемите и биомите.

### Екосистеми
Отделните екосистеми не са напълно независими по отношение на кръговрата на веществата, тъй като между тях се обменя материя. Същото се отнася и за биоценозния им комплекс. Съществува и обмяна на организми между тях, макар и в не особено голяма степен.

### Биоми
Сложното съчетание и взаимодействие между организми, биотопи и климат формира няколко пояса на Земята, всеки от които въпреки разнообразието на организми и среда има редица общи особености, различни от тези на другите пояси. Такива пояси се наричат биоми. На сушата тези биоми от север на юг са: тундра, тайга, широколистни гори, степи, пустини, влажни тропични гори. Характерните особености на биомите се определят от климата.
В океана такова рязко обособяване на пояси няма, но все пак и тук може да се обособят няколко зони: плитководна (до около 150200 т дълбочина), батиална, в която светлина все още прониква, но тя е недостатъчна, за да се извършва фотосинтеза и тук няма продуценти, и абисална, обхващаща най-го-лемите дълбочини, където не прониква никаква светлина. Както става ясно, това разпределение се прави въз основа на степента на проникване на светлината в дълбочина.

## Еволюция
Еволюцията на биосферата не може да се разглежда откъснато от произхода на Земята, Слънчевата система и нашата галактика Млечния път. Тя има няколко етапа.
Първият етап обхваща произхода и химичната еволюция на елементите още преди появата на Земята. Възникването на разнообразни химични елементи и съединения е сложен и закономерен процес. Той е предпоставка за възникването на живота. За това обаче е необходима и подходяща планета, която да отговаря на редица условия. Тя не трябва да бъде нито много голяма, нито много малка. Орбитата на планетата трябва да е почти кръгова и да не се отдалечава и приближава много до Слънцето. Върху планетата трябва да има голямо разнообразие от елементи, да има течаща вода и т.н. На всички тези условия отговаря Земята и върху нея закономерно възниква живот.
Вторият етап е произходът на живота. Океанът на Земята бил идеалната среда за възникването на живота. Сравнително постоянната температура на водата, устойчивият минерален състав, подвижността на водата, непропускливостта на атмосферата за убийственото лъчение на Слънцето и др. са необходимите условия за възникване на живота. Това станало преди около 4 млрд. г. Много важен е въпросът, дали възникването на живота е свързано с появата на една определена категория организми. Като знаем, че животът е невъзможен без извършването на кръговрат на веществата, трябва да приемем, че кръговратът е съществувал още от самото начало. И наистина учените смятат, че още от началото са възникнали такива групи организми, които могат да осъществяват кръговрат на веществата. Знае се, че фото-синтезиращите организми са възникнали по-късно. Как преди тяхното появяване обаче е ставала синтезата на органичните вещества? Слънчевото лъчение, което е носител на огромна енергия, достигайки повърхността на океана, разрушавало молекулите на метана, амоняка, сероводорода и други вещества и от тях се синтезирали молекули на органични вещества. Някои от тези молекули можели да присъединяват към себе си други, уголемявали се, разкъсвали се, частите им често се разпадали, но понякога се запазвали и на свой ред присъединявали други към себе си.
Така се заражда животът, като сложни органични молекули, способни да се хранят (присъединяват други молекули), да растат и да се размножават (да се разкъсват на части). Следователно в този начален период образуването на органичната материя ставало с помощта на енергията на Слънцето.
Едновременно с всички тези процеси обаче протичал и друг процес. Слънчевото лъчение разрушавало водните молекули, при което се освобождавал кислород. Дълго време този кислород веднага се свързвал с различните химични елементи на Земята и не оставал свободен. През това време се зародил и се появил животът. С течение на времето обаче в атмосферата започнал да остава свободен кислород. Пак под въздействието на същото лъчение той се превръщал в озон, който се натрупвал постепенно в атмосферата на височина около 30 кт.
Този озонов слой постепенно започнал да става все по-гъст и да спира проникването на това лъчение на Слънцето до Земята.
Настъпил критичен за живота период. Намаляването на слънчевото лъчение довело до намаляване на синтезата на органични вещества в океана. Животът трябвало или да загине, или да се приспособи да използва лъчи, които не се задържат от озоновия слой. Част от организмите се приспособили към тези условия и станали първите продуценти на органични вещества. Появили се растенията. Заедно с тях продължила еволюцията и на хетеротрофните организми, от които се развили по-нататък животните.
Така в общи линии протекли началните етапи на развитието на биосферата.
Важно е да отбележим, че още с възникването си животът бил свързан с кръговрата на веществата и под негово въздействие неорганичната среда започнала да се променя. Така животът и неорганичната среда се свързват в единство